# Rod Laver Arena
La Rod Laver Arena è una parte del complesso di Melbourne Park, situato nella città di Melbourne, nella regione del Victoria in Australia. È lo stadio principale in cui si svolgono gli Australian Open di tennis fin dal 1988, quando la loro locazione è stata spostata dall'ormai fatiscente Kooyong Stadium. Nota in origine come Flinders Park o anche Centre Court, l'arena è stata battezzata ufficialmente nel 2000 in onore di Rod Laver, tre volte vincitore degli Australian Open, l'unico uomo a realizzare il Grande Slam due volte nonché uno dei più grandi tennisti di tutti i tempi.

## Descrizione
L'arena è stata completata nel 1988, per un totale di 14.820 posti a sedere. Il complesso attrae circa un milione e mezzo di visitatori ogni anno. L'arena presenta un tetto mobile, che permette agli atleti di continuare a giocare sia con la pioggia sia in situazioni di caldo estremo. Inoltre è stata dotata del sistema elettronico noto come Occhio di Falco, che permette di verificare la correttezza delle decisioni arbitrali.

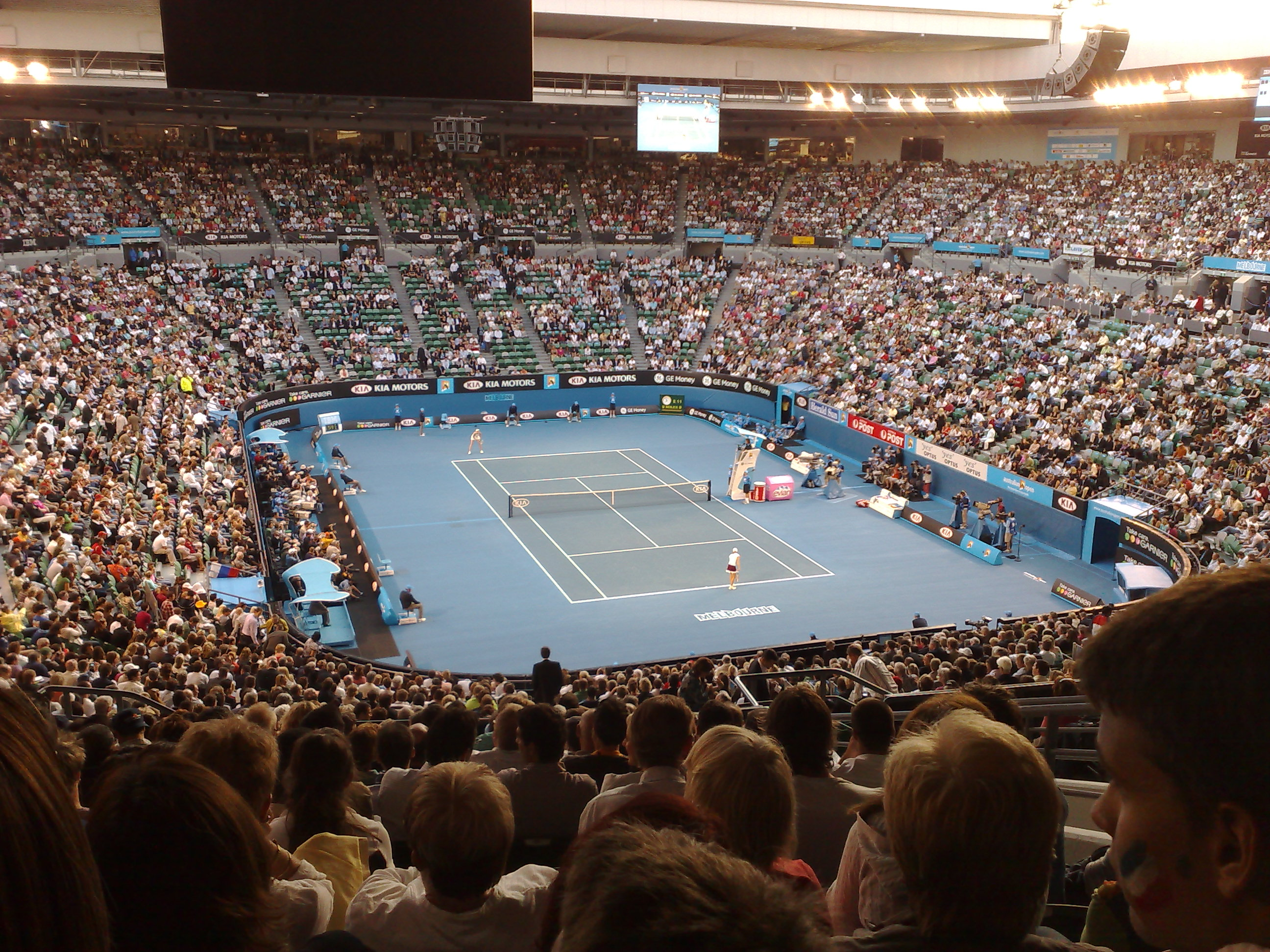
Interno della Rod Laver Arena durante gli Australian Open

Punto focale del Melbourne Park's Tennis Centre, oltre al tennis lo stadio ospita gare di motocross, concerti, conferenze, eventi della WWE dal 2005, e balletti. È stata la sede principale dei campionati mondiali di nuoto, disputati fra il 17 marzo e il 1º aprile del 2007. Per questo evento all'interno dello stadio è stata costruita una piscina temporanea intitolata alla campionessa di nuoto australiana Susie O'Neill. Lo stadio ha inoltre ospitato il World Championship Wrestling nell'ottobre del 2000 e le gare di ginnastica per i XVIII Giochi del Commonwealth.
Il 3 aprile 1992 l'arena è stata adibita anche al basket, diventando lo stadio di casa per i Melbourne Tigers e i South-East Melbourne Magic (poi ribattezzati Victoria Titans nel 1998). Il maggiore afflusso di pubblico per il basket è stato registrato nel 1996 per il derby fra le due squadre di casa: la partita è stata seguita da 15.336 spettatori. L'arena in totale ha ospitato 287 partite della National Basketball League, incluse le finali del 1992, 1996, 1997 e 1998. L'ultimo match si è disputato nell'aprile del 2000, quando il basket si è trasferito alla nuova Vodafone Arena, ora Hisense Arena.
La band thrash metal statunitense Metallica ha suonato per ben cinque concerti nell'arena, come parte del loro World Magnetic Tour nel 2010. Anche la rockstar Bruce Springsteen ha suonato per 3 concerti a marzo del 2013 nel suo leg australiano.